# Francisco Giovanola
Remo Francisco Abramo Giovanola, conocido como Francisco Giovanola (La Plata, 1 de abril de 1892 - La Plata, 26 de mayo de 1973) fue un escultor argentino que desarrolló su carrera artística en la ciudad de La Plata (provincia de Buenos Aires).

## Biografía
Francisco Giovanola nació en la ciudad de La Plata el 1 de abril de 1892. Sus padres era Abraham Giovanola y Cecilia Denaro, ambos italianos que se habían radicado en la nueva ciudad, fundada diez años antes, en 1887. Su padre era un reconocido escultor milanes que empezaba a realizar obras en la ciudad. Su taller se ubicada debajo de su casa en la calle 50 entre 10 y 11.
Francisco estudió escultura en la Escuela Superior de Bellas Artes (actual Facultad de Artes) de la Universidad Nacional de La Plata. En el taller de su padre, junto con su hermano Cayetano, se dedicó a realizar gran cantidad de obras, principalmente en La Plata. Entre ella se destaca la gruta del Bosque, ornamentos art nouveau en varios edificios, pero principalmente se dedicó a realizar bustos. Entre ellos los del General San Martín, de Mary O’Graham (fundadora del Colegio Normal Nº1 de La Plata), de Florentino Ameghino, y Pedro Bonifacio Palacios.

## Vida familiar
Francisco se casó con Angélica Viñales, oriunda de Lobos y ama de casa. Se lo ha descrito como bohemio. Lamentablemente, Francisco falleció en City Bell (cerca de La Plata) el 26 de mayo de 1973, frente a la estación de trenes, atropellado al intentar cruzar la calle. 
La pareja tuvo tres hijos, la segunda de ella se llamaba Delia Giovanola. Ella se convirtió en activista de derechos humanos argentina, y fue una de las doce fundadoras de la Asociación Abuelas de Plaza de Mayo. Su hijo, Jorge Oscar Ogando fue desaparecido el 16 de octubre de 1976, durante el Proceso de Reorganización Nacional. Ese día, Jorge y su pareja Stella Maris Montesano fueron secuestradas por las Fuerzas Armadas, avisando que quedaba su hija Virginia durmiendo en la cuna (nacida en 1973). Delia se hizo cargo de Virginia. Stella Maris Montesano se encontraba embarazada de ocho meses de su segundo hijo Martín, que se estima que nació en los primeros días de noviembre. Finalmente, Delia Giovanola encontró a su nieto Martín Ogando en noviembre de 2015, tras 39 años de búsqueda, siendo el nieto recuperado número 118.